# Germarostes malkini
Germarostes malkini är en skalbaggsart som beskrevs av Renaud Maurice Adrien Paulian 1982. Germarostes malkini ingår i släktet Germarostes och familjen Hybosoridae. Inga underarter finns listade i Catalogue of Life.